# Michel Joseph de Vialis
Michel Joseph de Vialis, né le 18 janvier 1729 à Toulon et mort le 22 décembre 1802 à Perpignan, est un militaire français, député de la noblesse aux États généraux de 1789.

## Biographie
Michel Joseph de Vialis est né le 18 janvier 1729 à Toulon,,.
Il est maréchal de camp,,, et directeur des fortifications,, du Dauphiné et de la Provence.
Le 31 mars 1789, Michel Joseph de Vialis est d'abord élu député électeur de la noblesse de la sénéchaussée de Toulon,. Ensuite, le 6 avril 1789, lors de l'assemblée des électeurs de la noblesse de Brignoles, Hyères et Toulon, il est élu député de la noblesse aux États généraux par la sénéchaussée de Toulon,,,. Il est le second député élu par la noblesse de cette sénéchaussée,, au troisième tour de scrutin.
À l'Assemblée nationale constituante, il fait partie du comité de la marine,. Il peut être classé à droite, parmi les aristocrates, mais il prête le serment civique à l'Assemblée après la fuite à Varennes de Louis XVI, le 22 juin 1791. C'est la seule fois où il monte à la tribune. Il siège jusqu'à la fin de la session de l'Assemblée nationale constituante le 30 septembre 1791 et ne joue plus de rôle politique ensuite.
Il meurt à Perpignan le 22 décembre 1802.

## Décoration
Chevalier de l'ordre royal et militaire de Saint-Louis.